# Ernesto Casero
Ernesto Casero Alcañiz (Valencia, 1977) es un artista contemporáneo español multidisciplinar.

## Biografía
Ernesto Casero  es licenciado en Bellas Artes por la Universidad Politécnica de Valencia. Su trabajo de los últimos años se ha centrado en aspectos relacionados con las ideas de verosimilitud y verdad, la historia de la biología y la representación de la naturaleza desde el arte y la ciencia.
Su obra reciente se compone principalmente de dibujos sobre papel, en los que imita los códigos representativos de la imagen científica, y en pequeñas esculturas de plastilina, aunque se sirve también de otros medios, como el vídeo, la fotografía y la instalación. Los puntos de encuentro y fricción entre la imagen artística y la científica, así como la permeabilidad de los medios expresivos, los utiliza como estrategias para articular un discurso estético sobre la arbitrariedad de la historia de la ciencia.
Ha expuesto en galerías de México, Francia y España, y ha participado en diversas ferias y exposiciones internacionales en Londres, París, en el Centro de Arte Contemporáneo Walter-Benjamin de Perpiñán, Madrid, Centre del Carme en Valencia y Lisboa. Ha realizado proyectos artísticos en la Casa de Velázquez y tiene obra expuesta en distintas instituciones como la Academia de Francia en Madrid, la colección de la Generalidad Valenciana y la Academia de Bellas Artes de San Carlos, entre otras.